# Hässleholm
Hässleholm este un oraș în Suedia.

## Demografie
| \| Evoluția demografică a zonei urbane Hässleholm, 1970–2015 \| Evoluția demografică a zonei urbane Hässleholm, 1970–2015 \| Evoluția demografică a zonei urbane Hässleholm, 1970–2015 \| Evoluția demografică a zonei urbane Hässleholm, 1970–2015 \| Evoluția demografică a zonei urbane Hässleholm, 1970–2015 \| \| --------------------------------------------------------------------------------------- \| --------------------------------------------------------- \| --------------------------------------------------------- \| --------------------------------------------------------- \| --------------------------------------------------------- \| \| An \| \| \| Locuitori \| \| \| 1970 \| 1970 \| \| 16.984 \| 16.984 \| \| 1975 \| 1975 \| \| 16.813 \| 16.813 \| \| 1980 \| 1980 \| \| 16.106 \| 16.106 \| \| 1990 \| 1990 \| \| 16.507 \| 16.507 \| \| 1995 \| 1995 \| \| 17.472 \| 17.472 \| \| 2000 \| 2000 \| \| 17.289 \| 17.289 \| \| 2005 \| 2005 \| \| 17.730 \| 17.730 \| \| 2010 \| 2010 \| \| 18.500 \| 18.500 \| \| 2015 \| 2015 \| \| 19.309 \| 19.309 \| \| Sursa: SCB - Statistika Centralbyrån, Folkmängden per tätort. Vart femte år 1960 - 2016 \| \| \| \| \| |      |  |           |        |
| Evoluția demografică a zonei urbane Hässleholm, 1970–2015 |      |  |           |        |
| An |      |  | Locuitori |        |
| 1970 | 1970 |  | 16.984    | 16.984 |
| 1975 | 1975 |  | 16.813    | 16.813 |
| 1980 | 1980 |  | 16.106    | 16.106 |
| 1990 | 1990 |  | 16.507    | 16.507 |
| 1995 | 1995 |  | 17.472    | 17.472 |
| 2000 | 2000 |  | 17.289    | 17.289 |
| 2005 | 2005 |  | 17.730    | 17.730 |
| 2010 | 2010 |  | 18.500    | 18.500 |
| 2015 | 2015 |  | 19.309    | 19.309 |
| Sursa: SCB - Statistika Centralbyrån, Folkmängden per tätort. Vart femte år 1960 - 2016 |      |  |           |        |